# Централно гробље у Београду
Централно гробље је гробље у Београду. Налази се у Заплањској улици у општини Вождовац.

## Опште информације
Гробље је површине 14 хектара, четврто је најстарије београдско гробље, а основано је 1939. године уочи Другог светског рата који је пореметио велике планове за изградњу плански пројектованог, савременог уређеног гробља са свим припадајућим објектима.
Прва сахрана на Централном гробљу, "у Маринковој Шуми", обављена је 22. јула 1940. године. Први сахрањени су били сиромашни, које је бесплатно сахранила Општина и болница. За време Другог светског рата служило је као за сахрањивање и стрељање људи, који су касније ексхумирани и пренети на Ново гробље у Београду. Године 1948. београдска Црквена општина адаптирала је једно одељење у саставу општинске гробљанске зграде за богослужење. Храм Рођења Светог Јована Крститеља на Централном гробљу подигнут је адаптацијом поменуте зграде коју је Скупштина Београда уступила Српској православној цркви, заузимањем патријарха Германа. У цркви се налази иконостас који је дело српских логораша и архитекте Григорија Самојлова у немачкој заробљеништву.
Централно гробље удаљено је око 7 километара од центра Београда, о њему брине ЈКП „Погребне услуге Београд”, док се на гробљу до 2021. године налазило око 30.000 гробних места.

## Сахрањени на гробљу
Неки од знаменитих личности сахрањених на Централном гробљу су :
- Алберт Андијев (1970—2021), руски добровољац и снајпериста Војске Југославије
- Здравко Антонић (1934—2009), српски историчар, академик АНУРС
- Благоје Аџић (1932—2012), генерал-пуковник Југословенске народне армије
- Москри (1977—2006), српски репер и текстописац
- Харис Бркић (1974—2000), југословенски кошаркаш
- Новица Здравковић (1947—2021), певач поп-фолк музике
- Тома Здравковић (1938—1991), југословенски и српски певач народне музике, композитор и текстописац
- Саша Стајић (1978—1999), припадник ВЈ и прва жртва НАТО агресије на СР Југославију